# Goes Zuid
Goes Zuid is een wijk in het zuiden van de Nederlandse stad Goes. De wijk telt zo'n 4220 inwoners. Er zijn twee bossen in gevestigd die het groene hart van de wijk vormen. De wijk grenst aan de wijken De Poel III, De Poel IV, Oostmolenpark, Ouverture, Overzuid, Stationspark en ligt tegen de dorpen 's-Gravenpolder en Kloetinge aan.

## Voorzieningen
In Goes Zuid zijn drie basisscholen gevestigd (De Basis, Zuidwesthoek en Prinses Beatrix School), een locatie van het Ostrea Lyceum en een vestiging van ROC Zeeland. Ook is er een winkelcentrum, een buurthuis, een buitenschoolse opvang en een aantal verzorgingshuizen zoals de Poelhoek. Beeldbepalend voor de wijk zijn de Goese watertoren, en drie hoogbouw-flats(Bongerd, Weidezicht en Boszicht).

## Ligging wijk Goes-Zuid
- Aan de noordzijde door het Centrum van Goes en Kloetinge.
- Aan de westzijde door De Poel III en in het noordwesten door De Poel IV.
- Aan de oostzijde door het Oostmolenpark, begrensd door de 's-Gravenpolderseweg.
- Aan de zuidzijde door de wijken Ouverture en Overzuid, begrensd door een kanaal.

## Uiterlijk en vernieuwing
Goes-Zuid is een typische naoorlogse wijk met veel semi-hoogbouw (portiekflats van 4 hoog zonder lift), rechte straten en veel groen. Er is een winkelcentrum voor de dagelijkse boodschappen en het wijkcentrum 'De Pit'. In de wijk Goes-Zuid worden lege plekken opgevuld met nieuwbouw. Zo verrees aan de Beukenstraat een appartementengebouw voor zwak begaafde mensen, kwam op de grens van de wijk met Ouverture een project genaamd 'Presleypark' tot leven, en werd het 'Rossinipark' opgeleverd. In de loop der tijd verschenen in Goes Zuid ook diverse murals.

## Buurten Goes-Zuid
- Bongerd - Omgeving van de Bongerd Flat
- Boszicht - Omgeving van de Boszicht Flat
- Fruitbuurt - Fruitlaan en omgeving
- Schildersbuurt - Omgeving van Kloetinge
- Watertorenbuurt - Omgeving van de Watertoren
- Weidezicht - Omgeving van de Weidezicht Flat

## Fotogalerij

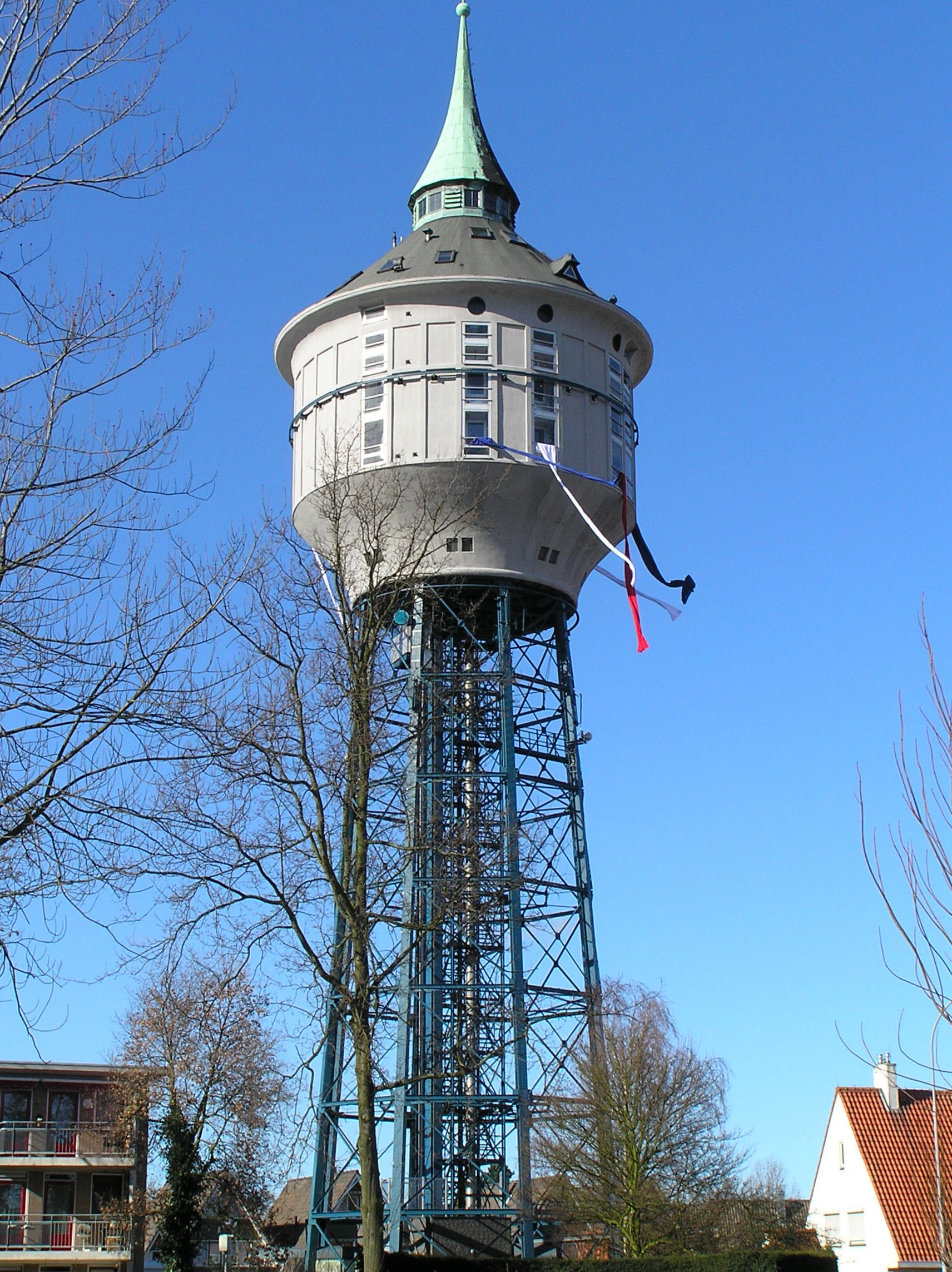
De Watertoren
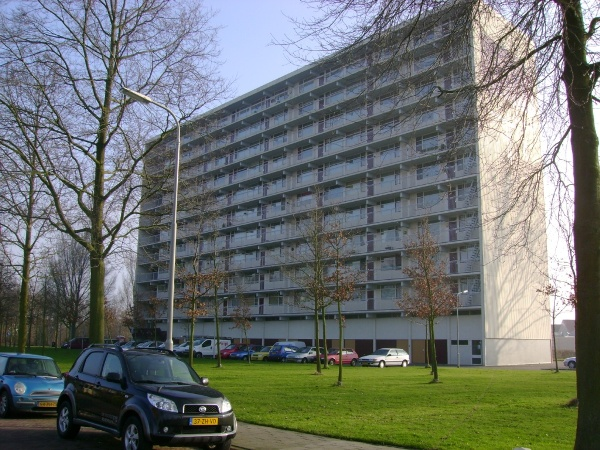
Boszicht Flat
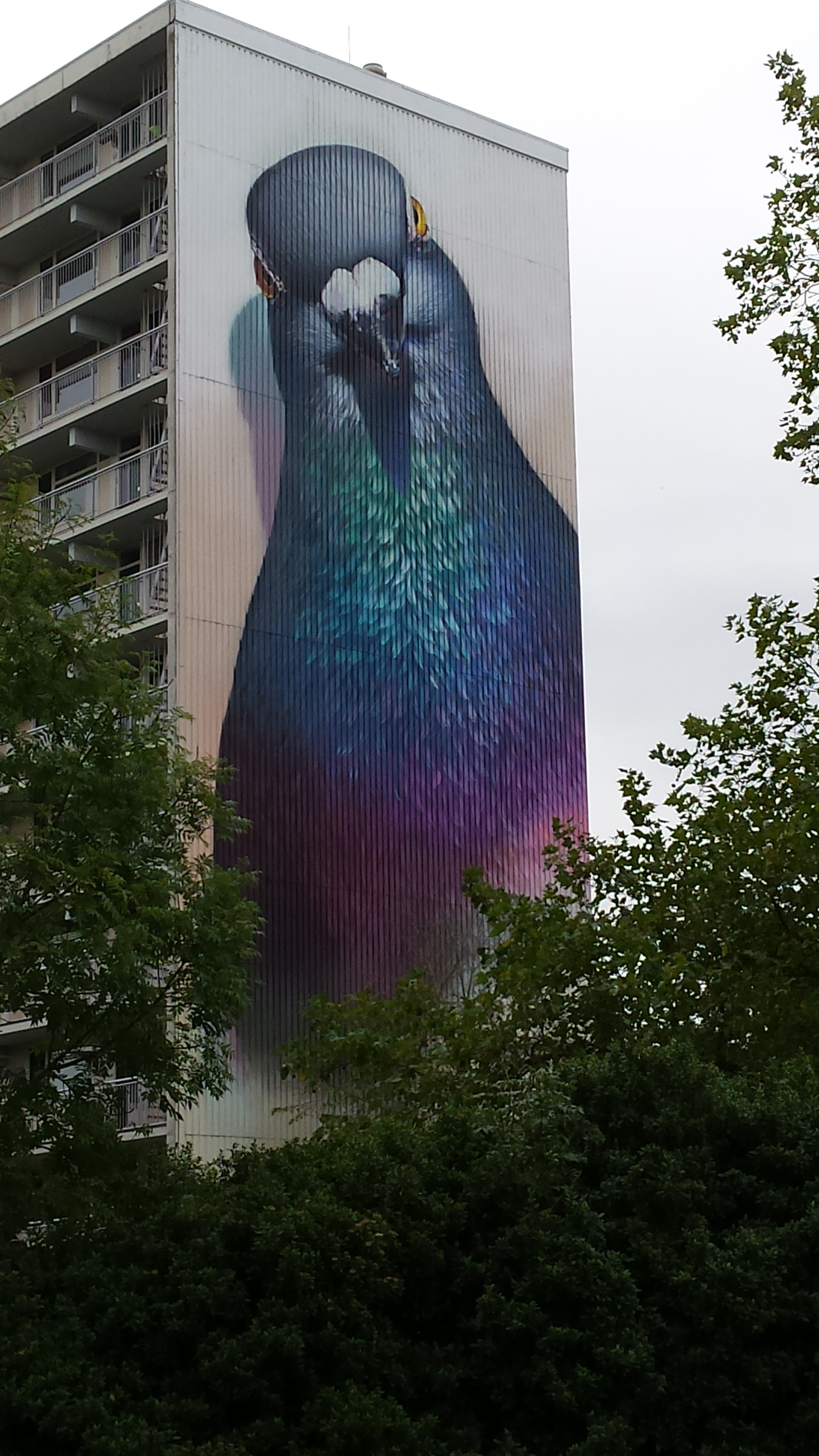
Mural Bongerd
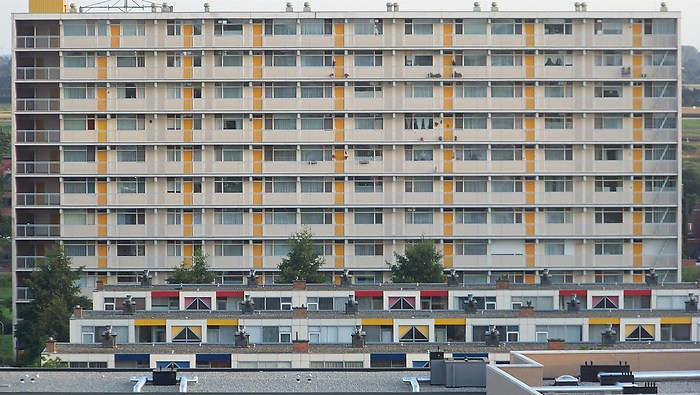
Weidezicht Flat
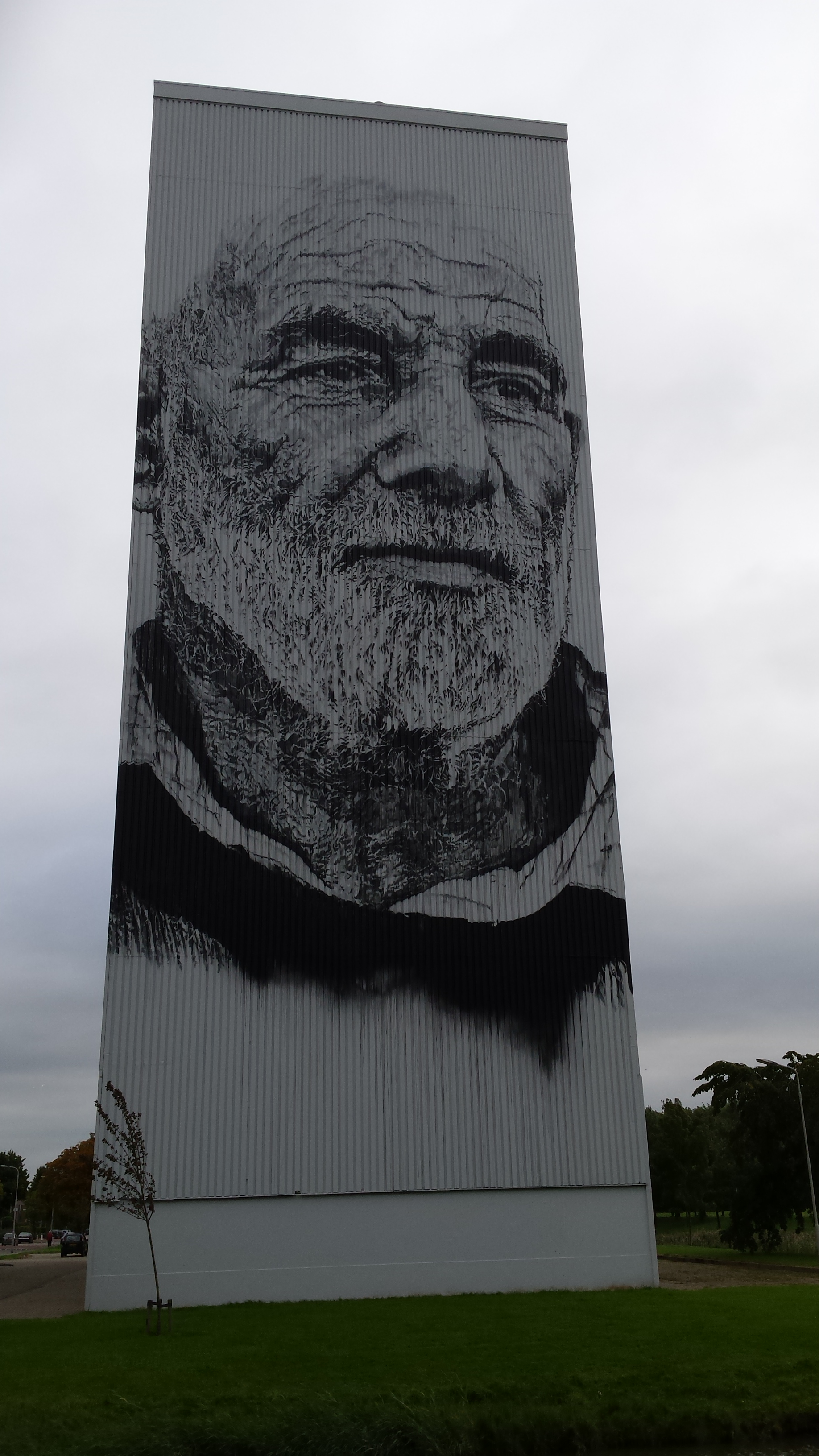
Mural Weidezicht
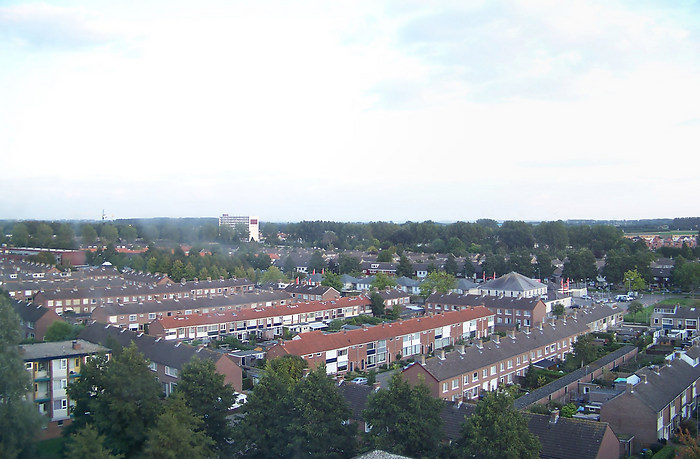
Goes-Zuid